# Vít Červenka
Vít Martin Červenka, O. Praem. (30. prosince 1976, Frýdek-Místek – 15. května 2023, tamtéž) byl český římskokatolický kněz v moravské církevní provincii, diecézi brněnské a člen řádu premonstrátů.

## Život
Narodil se 30. prosince 1976 ve Frýdku-Místku. Vyučil se elektrikářem a po maturitě vstoupil do řádu premonstrátů. Vystudoval teologickou fakultu v Praze. Vysvěcen na kněze byl v roce 2003 v Praze na Strahově.
Od 1. srpna 2015 byl ustanoven farářem ve farnosti Šaratice a administrátorem ve farnostech Kobeřice u Brna a Vážany nad Litavou. V Kobeřicích započal s opravou farního kostela, na které získal dotace od ministerstva kultury, obce i peněz farníků.
Od léta 2018 do srpna roku 2022 spravoval Vít Červenka s kaplanem P. Mgr. Bc. Metodějem Jánem Lajčákem O. Praem. křtinskou farnost. Úřad přijal 1. září 2018. Věřící na něj vzpomínali jako na „na lidského a nápomocného duchovního, který podporoval aktivity mládeže“.
Farnost byla historicky pod správou premonstrátů Zábrdovického kláštera mezi lety 1210 a 1784 až do jeho zrušení císařem Josefem II. Vít Červenka i Metoděj Ján Lajčák přišli z kláštera v Nové Říši.
Od srpna roku 2022 prožil zbývající měsíce jeho života u rodičů v Místku. Zemřel na rakovinu dne 15. května 2023 ve Frýdku-Místku.
Poslední rozloučení s ním proběhlo 20. května téhož roku v místeckém farním kostele Jana a Pavla. 24. května pak za něj byla ve Křtinách sloužena zádušní mše. Jeho ostatky byly dne 26. května 2023 uloženy na Olšanských hřbitovech v Praze.